# ژان-لو فیلیپ
ژان-لو فیلیپ (به فرانسوی: Jean-Loup Philippe‎؛ ۲۴ مارس ۱۹۳۴ – ۳ فوریهٔ ۲۰۲۵) کارگردان، بازیگر و نویسندهٔ اهل فرانسه بود.
از جمله فیلم‌ها یا برنامه‌های تلویزیونی‌ای که وی در آنها نقش داشته‌است، می‌توان به دوباره خداحافظ، لب‌های خون و سکس سخنگو اشاره کرد.